# Robert M. Sayre
Robert Marion Sayre (* 18. August 1924 in Hillsboro, Oregon; † 31. März 2016 in Fairfax, Virginia) war ein US-amerikanischer Diplomat, der unter anderem zwischen 1978 und 1981 Botschafter der Vereinigten Staaten in Brasilien war.

## Leben
Robert Marion Sayre trat nach dem Angriff auf Pearl Harbor am 7. Dezember 1941 und dem Eintritt der Vereinigten Staaten in den Zweiten Weltkrieg am darauf folgenden 8. Dezember 1941 nach seinem Schulabschluss 1942 in die US Army ein. Er leistete bis 1946 Militärdienst und wurde zuletzt zum Oberst (Colonel) befördert. Er begann danach ein grundständiges Studium an der Willamette University, das er 1949 mit einem Bachelor of Arts (B.A.) beendete. 1949 trat er in den diplomatischen Dienst und fand verschiedene Verwendungen an Auslandsvertretungen sowie im US-Außenministerium als Fachmann für Nachrichtendienste in Lateinamerika. 1956 erwarb er einen Doktor der Rechte JD (Juris Doctor) an der George Washington University und schloss ein postgraduales Studium an der Stanford University 1960 mit einem Master of Arts (M.A.) ab. Er war in Kuba, als die US-Botschaft nach der revolutionären Übernahme von Fidel Castro geschlossen wurde, und arbeitete in den folgenden Jahren daran, Kubas Einfluss auf die Hemisphäre zu begrenzen. Er war zwischen 1964 und 1965 Mitarbeiter des Nationalen Sicherheitsrates (US National Security Council) und im Anschluss von 1965 bis 1968 als Deputy Assistant Secretary of State for Inter-American Affairs stellvertretender Leiter der Unterabteilung für Interamerikanische Angelegenheiten im Außenministerium. In dieser Zeit arbeitete er an US-mexikanischen Grenzfragen und Angelegenheiten, die den Panamakanal betrafen. 
Am 24. Juli 1968 wurde Sayre zum Botschafter der Vereinigten Staaten in Uruguay ernannt und übergab dort am 27. August 1968 als Nachfolger von Henry A. Hoyt seine Akkreditierung. Er verblieb auf diesem Posten bis zum 19. Oktober 1969, woraufhin Charles Wallace Adair Jr. seine Nachfolge antrat. Er selbst wurde am 15. September 1969 zum Botschafter in Panama nominiert, wo er wiederum am 31. Oktober 1969 als Nachfolger von Charles Wallace Adair Jr. sein Beglaubigungsschreiben überreichte. Dieses Amt hatte er bis zum 14. März 1974 inne und wurde daraufhin von William Jorden abgelöst. Am 25. November 1975 wurde er als Nachfolger von William E. Schaufele Jr. Generalinspektor des Außenministeriums und des Diplomatischen Dienstes (Inspector General of the Department of State and the Foreign Service) und hatte dieses Amt bis zum 1. Mai 1978 inne. Im Anschluss war Brandon H. Grove zwischen Mai und Juli 1978 kommissarischer Generalinspektor, ehe Theodore L. Eliot Jr. am 5. Juli 1978 Generalinspektor wurde.
Robert M. Sayre wurde am 1. Mai 1978 zum Botschafter der Vereinigten Staaten in Brasilien berufen, wo er am 8. Juni 1978 als Nachfolger von John Hugh Crimmins sein Beglaubigungsschreiben überreichte. Er bekleidete dieses Amt bis zum 19. September 1981 und wurde danach von Langhorne A. Motley abgelöst. Zuletzt löste er am 11. Mai 1982 Anthony C. E. Quainton als Direktor des Büros für Terrorismusbekämpfung (Director of the Office for Combating Terrorism) im Range eines Assistant Secretary of State ab und hatte dieses Amt bis zum 10. September 1984 inne, woraufhin Robert B. Oakley ihn ablöste. In einer 1984 vor der Foreign Policy Association in New York City gehaltenen Rede beschrieb er den Umgang mit Terrorismus als „langen Kampf im Zwielicht“. 
Robert Marion Sayre, der sich auch in der American Academy of Diplomacy engagierte, war mit Elora Moynihan Sayre verheiratet. Aus dieser Ehe gingen die Tochter Marian Sayre-Oreska sowie die beiden Söhne Robert M. Sayre Jr. und Daniel Sayre hervor.

## Veröffentlichung
- International terrorism. A long twilight struggle: August 15, 1984, 1984